# Autoroute A 400
Die Autoroute A 400 war eine geplante Autobahn in Frankreich, die die Städte Annemasse und Thonon-les-Bains miteinander verbinden sollte. Die Planungen dieser etwa 35 km langen Autobahn reichten bis in die 1980er Jahre zurück. Das Projekt wurde jedoch 1997 aufgegeben.

## Planungsgeschichte
Die ersten Planungen begannen in den 1980er Jahren. Am 1. April 1992 wurde das Projekt, das in einer Konzession realisiert werden sollte, in das Netz der Nationalstraßen aufgenommen. Die öffentliche Anhörung wurde im Sommer 1994 durchgeführt, das Unternehmen ATMB wurde als Konzessionär für das Projekt bekanntgegeben. Am 6. Mai 1995 wurde die Realisierung der A400 als wichtiges Projekt für die Öffentlichkeit deklariert. Es war mit einer Bauphase von fünf Jahren gerechnet worden, sodass die Fertigstellung zu Beginn der 2000er Jahre erfolgen sollte. Aufgrund von zwei Klagen seitens einer Koalition von lokalen und regionalen Verbänden und Einwohnern sowie nahezu allen Städten entlang der Strecke kam es im Sommer 1995 zu Verzögerungen. In einem Urteil vom 28. März 1997 wurde der Argumentation der Kläger gefolgt und das Projekt aus den öffentlichen Plänen gestrichen. Die Kombination aus den hohen Baukosten, die 1995 auf etwa 2,6 Milliarden Franc (entsprach rund 450 Millionen Euro 2006) geschätzt wurden, im Vergleich zu den anderen Autobahnprojekten und einer prognostizierten, niedrigeren Verkehrsstärke von 10.000 Fahrzeugen pro Tag ergab eine negative Kosten-Nutzen-Analyse. Zudem wurde eine mögliche Verlängerung der Autobahn bis zur Schweizer Grenze im Jahr 1995 aufgrund der geschätzten Baukosten in Höhe zwischen 2,8 und 3,5 Milliarden Franc aufgegeben.